# Martin Dahlin
Dan Martin Nataniel Dahlin (sinh ngày 16 tháng 4 năm 1968 tại Uddevalla) là cựu tiền đạo của đội tuyển bóng đá quốc gia Thụy Điển và được biết đến nhiều nhất khi chơi cho Borussia Mönchengladbach. Trong thập niên 90, Dahlin được bình chọn là một trong những tiền đạo xuất sắc của bóng đá thế giới. Ông là một trong những ngôi sao của Thụy Điển khi tranh tài tại World Cup 1994, góp phần giúp Svenska xếp hạng 3 chung cuộc.

## Danh hiệu

### Câu lạc bộ
Borussia Mönchengladbach
- DFB-Pokal: 1994–95

### Đội tuyển
Thụy Điển
- World Cup 1994: hạng ba

### Cá nhân
- Vua phá lưới Allsvenskan: 1988
- Guldbollen: 1993

## Thống kê sự nghiệp
| Thành tích câu lạc bộ | Thành tích câu lạc bộ    | Thành tích câu lạc bộ | Giải | Giải | Cúp           | Cúp           | Cúp LĐ | Cúp LĐ | Continental | Continental | Tổng | Tổng |
| Mùa                   | Câu lạc bộ               | Giải                  | Trận | Bàn  | Trận          | Bàn           | Trận   | Bàn    | Trận        | Bàn         | Trận | Bàn  |
| Thụy Điển             | Thụy Điển                | Thụy Điển             | Giải | Giải | Svenska Cupen | Svenska Cupen | Cúp LĐ | Cúp LĐ | Châu Âu     | Châu Âu     | Tổng | Tổng |
| --------------------- | ------------------------ | --------------------- | ---- | ---- | ------------- | ------------- | ------ | ------ | ----------- | ----------- | ---- | ---- |
| 1988                  | Malmö                    | Allsvenskan           | 21   | 17   |               |               |        |        |             |             |      |      |
| 1989                  | Malmö                    | Allsvenskan           | 17   | 4    |               |               |        |        |             |             |      |      |
| 1990                  | Malmö                    | Allsvenskan           | 19   | 7    |               |               |        |        |             |             |      |      |
| 1991                  | Malmö                    | Allsvenskan           | 22   | 11   |               |               |        |        |             |             |      |      |
| Đức                   | Đức                      | Đức                   | Giải | Giải | DFB-Pokal     | DFB-Pokal     | Khác   | Khác   | Châu Âu     | Châu Âu     | Tổng | Tổng |
| 1991–92               | Borussia Mönchengladbach | Bundesliga            | 12   | 2    | 2             | 0             |        |        |             |             | 14   | 2    |
| 1992–93               | Borussia Mönchengladbach | Bundesliga            | 20   | 10   | 3             | 1             |        |        |             |             | 23   | 11   |
| 1993–94               | Borussia Mönchengladbach | Bundesliga            | 27   | 12   | 5             | 2             |        |        |             |             | 32   | 14   |
| 1994–95               | Borussia Mönchengladbach | Bundesliga            | 24   | 11   | 5             | 2             |        |        |             |             | 29   | 13   |
| 1995–96               | Borussia Mönchengladbach | Bundesliga            | 23   | 15   | 1             | 0             |        |        | 5           | 3           | 29   | 18   |
| Ý                     | Ý                        | Ý                     | Giải | Giải | Coppa Italia  | Coppa Italia  | Cúp LĐ | Cúp LĐ | Châu Âu     | Châu Âu     | Tổng | Tổng |
| 1996–97               | Roma                     | Serie A               | 3    | 0    |               |               |        |        |             |             |      |      |
| Đức                   | Đức                      | Đức                   | Giải | Giải | DFB-Pokal     | DFB-Pokal     | Khác   | Khác   | Châu Âu     | Châu Âu     | Tổng | Tổng |
| 1996–97               | Borussia Mönchengladbach | Bundesliga            | 19   | 10   |               |               |        |        |             |             |      |      |
| Anh                   | Anh                      | Anh                   | Giải | Giải | FA Cup        | FA Cup        | Cúp LĐ | Cúp LĐ | Châu Âu     | Châu Âu     | Tổng | Tổng |
| 1997–98               | Blackburn Rovers         | Premier League        | 27   | 4    | 1             | 0             | 2      | 2      |             |             | 30   | 6    |
| Đức                   | Đức                      | Đức                   | Giải | Giải | DFB-Pokal     | DFB-Pokal     | Khác   | Khác   | Châu Âu     | Châu Âu     | Tổng | Tổng |
| 1998–99               | Hamburger SV             | Bundesliga            | 8    | 0    |               |               |        |        |             |             |      |      |
| Tổng                  | Thụy Điển                | Thụy Điển             | 79   | 39   |               |               |        |        |             |             |      |      |
| Tổng                  | Đức                      | Đức                   | 133  | 60   |               |               |        |        |             |             |      |      |
| Tổng                  | Ý                        | Ý                     | 3    | 0    |               |               |        |        |             |             |      |      |
| Tổng                  | Anh                      | Anh                   | 27   | 4    |               |               |        |        |             |             |      |      |
| Tổng sự nghiệp        | Tổng sự nghiệp           | Tổng sự nghiệp        | 242  | 103  |               |               |        |        |             |             |      |      |

### Đội tuyển
| Đội tuyển | Mùa  | Trận | Bàn |
| --------- | ---- | ---- | --- |
| Thụy Điển |      |      |     |
| 1991      | 7    | 6    |     |
| 1992      | 10   | 4    |     |
| 1993      | 8    | 6    |     |
| 1994      | 12   | 6    |     |
| 1995      | 6    | 0    |     |
| 1996      | 8    | 5    |     |
| 1997      | 9    | 2    |     |
| Tổng      | Tổng | 60   | 29  |

### Bàn thắng quốc tế
| #   | Ngày                 | Địa điểm                                            | Đối thủ     | Bàn thắng | Kết quả | Giải đấu                 |
| --- | -------------------- | --------------------------------------------------- | ----------- | --------- | ------- | ------------------------ |
| 1.  | 1 tháng 5 năm 1991   | Sân vận động Råsunda, Solna, Thụy Điển              | Áo          | 4–0       | 6–0     | Giao hữu                 |
| 2.  | 1 tháng 5 năm 1991   | Sân vận động Råsunda, Solna, Thụy Điển              | Áo          | 5–0       | 6–0     | Giao hữu                 |
| 3.  | 15 tháng 6 năm 1991  | Idrottsparken, Norrköping, Thụy Điển                | Đan Mạch    | 1–0       | 4–0     | Scania 100               |
| 4.  | 15 tháng 6 năm 1991  | Idrottsparken, Norrköping, Thụy Điển                | Đan Mạch    | 2–0       | 4–0     | Scania 100               |
| 5.  | 4 tháng 9 năm 1991   | Sân vận động Råsunda, Solna, Thụy Điển              | Nam Tư      | 1–0       | 4–3     | Giao hữu                 |
| 6.  | 4 tháng 9 năm 1991   | Sân vận động Råsunda, Solna, Thụy Điển              | Nam Tư      | 3–2       | 4–3     | Giao hữu                 |
| 7.  | 7 tháng 5 năm 1992   | Sân vận động Råsunda, Solna, Thụy Điển              | Ba Lan      | 4–0       | 5–0     | Giao hữu                 |
| 8.  | 26 tháng 8 năm 1992  | Sân vận động Ullevaal, Oslo, Na Uy                  | Na Uy       | 1–1       | 2–2     | Giao hữu                 |
| 9.  | 7 tháng 10 năm 1992  | Sân vận động Råsunda, Solna, Thụy Điển              | Bulgaria    | 1–0       | 2–0     | Vòng loại World Cup 1994 |
| 10. | 11 tháng 11 năm 1992 | Sân vận động Ramat Gan, Ramat Gan, Israel           | Israel      | 2–1       | 3–1     | Vòng loại World Cup 1994 |
| 11. | 28 tháng 4 năm 1993  | Sân vận động Công viên các Hoàng tử, Paris, Pháp    | Pháp        | 1–0       | 1–2     | Vòng loại World Cup 1994 |
| 12. | 11 tháng 8 năm 1993  | Ryavallen, Borås, Thụy Điển                         | Thụy Sĩ     | 1–0       | 1–2     | Giao hữu                 |
| 13. | 22 tháng 8 năm 1993  | Sân vận động Råsunda, Solna, Thụy Điển              | Pháp        | 1–1       | 1–1     | Vòng loại World Cup 1994 |
| 14. | 8 tháng 9 năm 1993   | Sân vận động Quốc gia Vasil Levski, Sofia, Bulgaria | Bulgaria    | 1–1       | 1–1     | Vòng loại World Cup 1994 |
| 15. | 13 tháng 10 năm 1993 | Sân vận động Råsunda, Solna, Thụy Điển              | Phần Lan    | 1–1       | 3–2     | Vòng loại World Cup 1994 |
| 16. | 13 tháng 10 năm 1993 | Sân vận động Råsunda, Solna, Thụy Điển              | Phần Lan    | 3–1       | 3–2     | Vòng loại World Cup 1994 |
| 17. | 19 tháng 6 năm 1994  | Rose Bowl, Pasadena, California, Hoa Kỳ             | Cameroon    | 2–2       | 2–2     | World Cup 1994           |
| 18. | 24 tháng 6 năm 1994  | Pontiac Silverdome, Pontiac, Michigan, Hoa Kỳ       | Nga         | 2–1       | 3–1     | World Cup 1994           |
| 19. | 24 tháng 6 năm 1994  | Pontiac Silverdome, Pontiac, Michigan, Hoa Kỳ       | Nga         | 3–1       | 3–1     | World Cup 1994           |
| 20. | 3 tháng 7 năm 1994   | Cotton Bowl, Dallas, Texas, Hoa Kỳ                  | Ả Rập Xê Út | 1–0       | 3–1     | World Cup 1994           |
| 21. | 12 tháng 10 năm 1994 | Sân vận động Wankdorf, Bern, Thụy Sĩ                | Thụy Sĩ     | 2–1       | 2–4     | Vòng loại Euro 1996      |
| 22. | 16 tháng 11 năm 1994 | Sân vận động Råsunda, Solna, Thụy Điển              | Hungary     | 2–0       | 2–0     | Vòng loại Euro 1996      |
| 23. | 24 tháng 4 năm 1996  | Windsor Park, Belfast, Bắc Ireland                  | Bắc Ireland | 1–0       | 2–1     | Giao hữu                 |
| 24. | 9 tháng 5 năm 1996   | Olympia, Helsingborg, Thụy Điển                     | Slovakia    | 1–0       | 2–1     | Giao hữu                 |
| 25. | 16 tháng 5 năm 1996  | Sân vận động Olympic, Seoul, Hàn Quốc               | Hàn Quốc    | 1–0       | 2–0     | Giao hữu                 |
| 26. | 1 tháng 6 năm 1996   | Sân vận động Råsunda, Solna, Thụy Điển              | Belarus     | 2–0       | 5–1     | Vòng loại World Cup 1998 |
| 27. | 1 tháng 9 năm 1996   | Sân vận động Daugava, Riga, Latvia                  | Latvia      | 1–0       | 2–1     | Vòng loại World Cup 1998 |
| 28. | 8 tháng 6 năm 1997   | Sân vận động Kadriorg, Tallinn, Estonia             | Estonia     | 1–0       | 3–2     | Vòng loại World Cup 1998 |
| 29. | 6 tháng 8 năm 1997   | Sân vận động Malmö, Malmö, Thụy Điển                | Litva       | 1–0       | 1–0     | Giao hữu                 |